# 지덕 (남진)
지덕(至德, 583년 1월 ~ 587년 1월)은 남진(南陳) 후주(後主) 장성공(長城公) 진숙보(陳叔寶)의 첫번째 연호이다. 4년 동안 사용하였다.

## 개원
- 태건(太建) 15년 1월 3일[1](583년 1월 31일)에 연호를 지덕(至德)으로 개원함.[2][3][4][5]

- 지덕(至德) 5년 1월 3일[6](587년 2월 15일)에 연호를 정명(禎明)으로 개원함.[2][3][7][5]

## 연대 대조표
| 지덕        | 원년            | 2년        | 3년        | 4년             | 5년        |
| 서기        | 583년           | 584년      | 585년      | 586년           | 587년      |
| 간지        | 계묘(癸卯)      | 갑진(甲辰) | 을사(乙巳) | 병오(丙午)      | 정미(丁未) |
| 후량 (後梁) | 천보(天保) 22년 | 23년       | 24년       | 광운(廣運) 원년 | 2년        |
| 수 (隋)     | 개황(開皇) 3년  | 4년        | 5년        | 6년             | 7년        |

## 동시대 연호

### 한국
신라(新羅)
- 홍제(鴻濟) (572년 ~ 584년)
- 건복(建福) (584년 ~ 634년)

### 중국
수(隋)
- 개황(開皇) (581년 ~ 600년)

후량(後梁)
- 천보(天保) (562년 ~ 585년)
- 광운(廣運) (586년 ~ 587년)

고창국(高昌國)
- 연창(延昌) (561년 ~ 601년)

## 같이 보기
- 다른 왕조의 같은 연호
  - 당(唐) 지덕(至德, 756년 ~ 758년)
  - 일본(日本) 시토쿠(至德, 1384년 ~ 1387년)

- 중국의 연호 목록